# Giuseppe Giovannetti
Giuseppe Giovannetti (Lucca, 16 marzo 1788 – Reggio Emilia, 9 agosto 1848) è stato un militare italiano.

## Biografia
Avviato agli studi ecclesiastici, fuggì dal seminario nel 1802, ad appena quattordici anni, ed andò a Milano dove si arruolò come trombettiere negli ussari italiani della Repubblica italiana, poi divenuti Dragoni Napoleone, coi quali nel 1806 partecipò alla conquista del Regno di Napoli, guadagnandosi la promozione a brigadiere. L’anno seguente il suo reggimento combatté in Germania e lui si distinse all’assedio di Stralsunda. Nel 1808 i Dragoni Napoleone vennero mandati in Spagna e Giovannetti fu promosso furiere. Il 1º aprile 1811 alla battaglia di Manresa guadagnò la menzione d’onore e la promozione a maresciallo d’alloggio, ottenendo il cavalierato della Corona ferrea per la condotta tenuta il 25 ottobre 1811 nella battaglia di Sagunto. Rientrato in Italia, combatté nel 1813 contro la Sesta Coalizione, venendo ferito sull’Adige il 10 novembre, nei pressi di Ala, e meritando la promozione a sottotenente. Non volendo aggregarsi, a seguito della sconfitta dell'Impero, all'esercito imperiale, si congedò rientrando a Lucca.
Maria Luisa di Borbone-Spagna, duchessa di Lucca, gli diede il grado di tenente dei guardacoste, promuovendolo nel 1818 capitano aiutante maggiore delle truppe ducali e dandogli l’incarico d’organizzare i Cacciatori a Cavallo. Passato nei fucilieri nel 1822 e poi nei granatieri, nel 1829 fu promosso maggiore e comandante del Battaglione Carlo Lodovico, divenendo nel 1835 comandante in capo dell’esercito lucchese e presidente dell’amministrazione militare ducale. Tenente colonnello dal 2 luglio 1842, si scontrò col duca e fu messo a riposo nell’agosto del 1847, ma, passata Lucca al Granducato di Toscana, Leopoldo II di Toscana lo chiamò a comandare la piazza di Firenze, destinandolo pochi mesi dopo all’esercito operante.
Nel marzo 1848, con la partecipazione della Toscana alla prima guerra d'indipendenza italiana, venne inviato a comandare una colonna del corpo di spedizione in Lombardia. Comandante il presidio di Montanara, il 29 maggio, giorno della Battaglia di Curtatone e Montanara resse per sei ore in condizioni di notevole inferiorità contro il nemico prima di eseguire l'ordine di ripiegare. Ritiratosi coi suoi uomini verso Goito, si riunì al contingente toscano e andò a Brescia. Partecipò alla continuazione della campagna fin quando ebbe ordine di riportare i suoi in Toscana. Venne ucciso sulla strada del ritorno, a Pecorile, da un sottufficiale dei granatieri, a seguito di un alterco.